# Santpedor
Santpedor – gmina w Hiszpanii, w prowincji Barcelona, w Katalonii, o powierzchni 16,83 km². W 2011 roku gmina liczyła 7187 mieszkańców.
Urodził się tutaj piłkarz i obecny menedżer Manchesteru City, Josep Guardiola.